# Oyayubi Misaki
Oyayubi Misaki är en udde i Antarktis. Den ligger i Östantarktis. Norge gör anspråk på området.
Terrängen inåt land är varierad. Havet är nära Oyayubi Misaki västerut. Trakten är obefolkad. Det finns inga samhällen i närheten. 